# Morgan (Geòrgia)
Morgan és una població dels Estats Units a l'estat de Geòrgia. Segons el cens del 2000 tenia 1.464 habitants.

## Demografia
Segons el cens del 2000, Morgan tenia 1.464 habitants, 108 habitatges, i 69 famílies. La densitat de població era de 428,2 habitants/km².
Dels 108 habitatges en un 25% hi vivien nens de menys de 18 anys, en un 42,6% hi vivien parelles casades, en un 16,7% dones solteres, i en un 35,2% no eren unitats familiars. En el 33,3% dels habitatges hi vivien persones soles el 18,5% de les quals corresponia a persones de 65 anys o més que vivien soles. El nombre mitjà de persones vivint en cada habitatge era de 2,23 i el nombre mitjà de persones que vivien en cada família era de 2,76.
Per edats la població es repartia de la següent manera: un 3,4% tenia menys de 18 anys, un 17,6% entre 18 i 24, un 58,4% entre 25 i 44, un 16,9% de 45 a 60 i un 3,7% 65 anys o més.
L'edat mediana era de 35 anys. Per cada 100 dones de 18 o més anys hi havia 1,246,7 homes.
La renda mediana per habitatge era de 25.000 $ i la renda mediana per família de 32.500 $. Els homes tenien una renda mediana de 26.974 $ mentre que les dones 16.667 $. La renda per capita de la població era de 6.414 $. Entorn del 19,6% de les famílies i el 25,6% de la població estaven per davall del llindar de pobresa.

## Poblacions properes
El següent diagrama mostra les poblacions més properes.